# Équipe de Tunisie de volley-ball en 1969
L'équipe de Tunisie de volley-ball termine 11e à la coupe des cinq continents organisée conjointement en 1969 par l'Uruguay et le Chili. La Tunisie dispute aussi la coupe du monde en Allemagne de l'Est. Cette qualification est acquise grâce à la première place obtenue lors du championnat d'Afrique 1967.

## Matchs
| Date              | Lieu            | Adversaire                 | Score                         | Durée | Compétition | Meilleur marqueur | Référence |
| 15 avril 1969     | Montevideo      | États-Unis                 | 0-3 (1-15 6-15 3-15)          | -     | CMCCPT      | -                 |           |
| 16 avril 1969     | Montevideo      | Brésil                     | 0-3 (3-15 1-15 6-15)          | -     | CMCCPT      | -                 |           |
| 17 avril 1969     | Montevideo      | Venezuela                  | 1-3 (10-15 15-12 12-15 12-15) | -     | CMCCPT      | -                 |           |
| 19 avril 1969     | Santiago        | Chili                      | 1-3 (13-15 10-15 15-11 12-15) | -     | CMCCMdc     | -                 |           |
| 20 avril 1969     | Santiago        | Venezuela                  | 3-?                           | -     | CMCCMdc     | -                 |           |
| 22 avril 1969     | Santiago        | Cuba                       | 0-3                           | -     | CMCCMdc     | -                 |           |
| 25 avril 1969     | Santiago        | Mexique                    | 1-3 (16-14 10-15 4-15 7-15)   | -     | CMCCMdc     | -                 |           |
| 13 septembre 1969 | Berlin-Est      | Tchécoslovaquie            | 0-3 (4-15 3-15 1-15)          | -     | CMPT        | -                 |           |
| 14 septembre 1969 | Berlin-Est      | Roumanie                   | 0-3 (2-15 8-15 9-15)          | -     | CMPT        | -                 |           |
| 15 septembre 1969 | Berlin-Est      | Allemagne de l'Est         | 0-3 (5-15 1-15 0-15)          | -     | CMPT        | -                 |           |
| 17 septembre 1969 | Halle-sur-Saale | Pologne                    | 0-3 (12-15 8-15 2-15)         | -     | CMMdc       | -                 |           |
| 18 septembre 1969 | Halle-sur-Saale | Cuba                       | 0-3 (5-15 9-15 10-15)         | -     | CMMdc       | -                 |           |
| 19 septembre 1969 | Halle-sur-Saale | Allemagne de l'Ouest       | 0-3 (3-15 14-16 12-15)        | -     | CMMdc       | -                 |           |
| 20 septembre 1969 | Halle-sur-Saale | Allemagne de l'Est Juniors | 0-3 (14-16 5-15 7-15)         | -     | CMht        | -                 |           |

CMCC : match de la coupe du monde des cinq continents 1969 ;
CM : match de la coupe du monde 1969.
PT Premier tour
Mdc Match de classement
ht Match hors tournoi ; l'équipe junior d'Allemagne de l'Est a joué des matchs amicaux durant la compétition pour remplacer la Corée du Nord qui s'est désistée

## Sélections
- Sélection pour la coupe des cinq continents organisée conjointement en 1969 par l'Uruguay et le Chili :
  - Hassine Belkhouja, Naceur Ben Othman, Ouaiel Bahi, Raja Hayder, Hédi Boulila, Naceur Bounattouf, Samir Lamouchi, Fayçal Seghaier, Moncef Ben Soltane, Mohamed Salah Mdalla, Saayed ben Aziza, Abdelwahab Bartakis
  - Entraîneur :  Josef Brož
- Sélection pour la coupe du monde en Allemagne de l'Est :
  - Hassine Belkhouja, Naceur Ben Othman, Ouaiel Bahi, Raja Hayder, Hédi Boulila, Naceur Bounattouf, Samir Lamouchi, Mohamed Salah Mdalla, Moncef Ben Soltane
  - Entraîneur :  Josef Brož